# 阿蘇合戦
阿蘇合戦（あそがっせん）は、天正12年（1584年）から天正13年（1585年）にかけて肥後で行なわれた島津義久軍と阿蘇惟光軍の合戦である。

## 経歴

### 阿蘇氏当主の相次ぐ死
1. 阿蘇氏は肥後の阿蘇郡を支配する大宮司で、いわゆる神主大名であった。戦国時代には大友氏、菊池氏など周辺諸国の干渉を受けながらも、その都度、時勢を見て離合集散を繰り返して独立を維持してきた。しかし、天正6年（1578年）に耳川の戦いで大友氏が島津氏に大敗し、肥後に島津氏の勢力が拡大した。島津氏は名和氏、城氏、天草五人衆らを従属させる一方、大友氏に同調していた阿蘇氏との合戦を開始する。

島津氏はまず天正8年（1580年）、宇土半島にある阿蘇氏の家臣・中村惟冬の矢崎城及び惟冬の弟・中村二大夫の綱田城を攻めた。惟冬は城より打って出て城兵共々討ち死に、二大夫はその翌日に降伏し開城した。翌天正9年（1581年）になると、島津氏に従属した相良氏の八代勢1,000余が、益城郡御船城主・甲斐親直（宗運）を攻めるべく進軍、堅志田城下を放火し出て来た城兵を退けた。これに対し、甲斐親直の500余は、濃霧の響野原に陣を布く相良勢を奇襲、総大将の相良義陽、八代奉行・東左京進らを討ち取った。義陽と親直は相互不可侵を約していたのであるが、その相良氏による島津氏への防波堤が消滅、また合志氏が島津氏に降伏するなど肥後に於ける島津氏の影響力は肥大化する一方であった為、時の当主・阿蘇惟将は大友氏に代わって台頭してきた龍造寺氏に従属して島津氏に対抗する。
ところが、天正11年（1583年）に惟将が死去すると大宮司は惟将の弟の阿蘇惟種が継いだがその惟種も相続してわずか1ヶ月で病没してしまい、遂には大宮司に惟種の子でわずか2歳の阿蘇惟光がなる有様だった。このため、幼少の惟光を甲斐親直が補佐する体制がとられたが天正12年（1584年）3月には沖田畷の戦いで龍造寺隆信が戦死し龍造寺氏は島津氏に屈服、龍造寺氏に従属していた隈部氏ら肥後国人も続々と島津氏に靡いていった。このため阿蘇氏は肥後で孤立状態となり、さらに9月には親直までもが死去（異説があり、親直は豊臣秀吉に反乱を起こして殺されたという説もある）したため、遂に10月には島津軍による阿蘇領への本格侵攻が開始されることとなった。

### 阿蘇氏の反撃
島津軍は新納忠元や稲富新助を大将に任じ御船城を攻めた。御船城は堅城というほどの城ではなかったが、親直の子・甲斐親英の反撃で落とすことができず、城の押さえを残して阿蘇氏の居城・岩尾城を攻めた。が、わずか3歳の幼主では対抗できるはずも無く、惟光は家臣に連れられて脱出してしまう。これにより阿蘇氏は滅亡したが、なおもその旧臣は島津軍の侵攻に抵抗した。
岩尾城の北東に位置する南郷城では、長野惟久が徹底抗戦して玉砕した。長野惟久は甲斐氏と並ぶ阿蘇家の重鎮で、南郷城も阿蘇氏がかつて居城としていた（阿蘇氏はかつて南郷大宮司と呼ばれていた時期がある）ため、周辺の諸城は動揺し、長野城や下田城が島津軍の侵攻で陥落した。
そしてその長野城の東南に、阿蘇家の重臣・高森惟直が守る高森城があった。惟直は島津軍の調略を拒絶し、さらに寡兵でありながら城外決戦に及んだが討ち取られてしまった。その惟直の子・高森惟居は父が討ち死にしたことを知ると、島津軍に降伏する。だがこれは惟居の謀略で、密かに大友氏に援軍要請をしていた惟居は、高森城で休息していた島津軍に突如として襲いかかった。このため、油断しきっていた島津軍は全滅する。このため、大友軍と高森軍の反撃を受けることを恐れた残余の島津軍は、御船城攻略を放棄してその南にある花の山城に撤退した。
天正13年（1585年）8月10日、親英が阿蘇氏の旧臣を糾合して花の山城を攻め落とした。このとき、木脇祐昌と鎌田政虎ら島津氏の諸将及び、救援に向かった深水長智の嫡子・摂津介、犬童刑部、牧野勘解由ら相良の諸将が戦死している。

### 島津氏の反攻
撤退した島津・相良連合軍は、今度は肥後国守護代として八代にいた島津義弘を総大将にした主力部隊を、同月13日に阿蘇領へ後詰として侵攻させた。この島津・相良連合軍の前に堅志田城、花の山城、御船城は相次いで陥落し、親英は剃髪して降伏した。御船城の北にある赤井城や木山城も陥落した。木山城の東にある津森城も陥落し、その北にある今石城も石原吉利が徹底抗戦した末に玉砕、今石城の北に位置する竹迫城も陥落した。こうなると前年の戦いで高森惟居が奪回していた岩尾・長野・南郷・下田の諸城も島津勢の侵攻を恐れて次々と開城する有様だった。
高森城の高森惟居は再起を図るため豊後へ向かう途中、家臣の裏切りにより島津勢の追撃を受け討死した。高森城の落城により、島津氏の肥後平定は完了したのである。